# International Hallen Meeting Karlsruhe 2015
International Hallen Meeting Karlsruhe 2015 – halowy mityng lekkoatletyczny, który rozegrano 31 stycznia w niemieckim Karlsruhe.
Zawody były pierwszą odsłoną prestiżowego cyklu IAAF Indoor Permit Meetings w sezonie 2015.

## Wstępny program zawodów
| NR – rekord kraju \| WL – najlepszy tegoroczny wynik na listach światowych |

### Mężczyźni
| Konkurencja:              | 1. miejsce          | Rezultat    | 2. miejsce        | Rezultat   | 3. miejsce         | Rezultat |
| Bieg na 1500 m            | İlham Tanui Özbilen | 3:38,05 WL  | Nixon Chepseba    | 3:38,12    | Marcin Lewandowski | 3:38,68  |
| Bieg na 3000 m            | Paul Kipsiele Koech | 7:45,41     | Richard Ringer    | 7:46,18 PB | Jegor Nikołajew    | 7:48,36  |
| Bieg na 60 m przez płotki | Dimitri Bascou      | 7,53 =WL    | Xie Wenjun        | 7,62       | Lawrence Clarke    | 7,63 =PB |
| Skok o tyczce             | Renaud Lavillenie   | 5,86        | Aleksandr Gripicz | 5,73 PB    | Ilja Mudrow        | 5,55     |
| Skok w dal                | Eusebio Cáceres     | 8,16 WL, PB | Julian Howard     | 8,04 PB    | Elvijs Misāns      | 7,81     |
| Pchnięcie kulą            | Christian Cantwell  | 20,77       | Ryan Whiting      | 20,72      | Tomáš Staněk       | 20,14    |

### Kobiety
| Konkurencja:              | 1. miejsce       | Rezultat       | 2. miejsce      | Rezultat   | 3. miejsce                | Rezultat   |
| Bieg na 60 m              | Dina Asher-Smith | 7,12 =WL, =PB  | Jessica Young   | 7,18       | Verena Sailer             | 7,22       |
| Bieg na 1500 m            | Sifan Hassan     | 4:02,57 NR     | Axumawit Embaye | 4:02,92 PB | Angelika Cichocka         | 4:11,96    |
| Bieg na 3000 m            | Jelena Korobkina | 8:47,61 WL, PB | Laura Muir      | 8:49,73 PB | Sofia Ennaoui             | 8:53,22 PB |
| Bieg na 60 m przez płotki | Cindy Roleder    | 8,03           | Anne Zagré      | 8,10 PB    | Eline Berings             | 8,13       |
| Skok w dal                | Funmi Jimoh      | 6,71           | Erica Jarder    | 6,69       | Sosthene Taroum Moguenara | 6,69       |